# Pion
Pionen oder {\displaystyle \pi }-Mesonen (früher auch als Yukawa-Teilchen bezeichnet, da von Hideki Yukawa vorhergesagt) sind die leichtesten Mesonen und die leichtesten zusammengesetzten Systeme überhaupt. Sie enthalten nach dem Standardmodell der Teilchenphysik zwei Valenzquarks und werden daher heute meist nicht mehr als Elementarteilchen angesehen. Wie alle Mesonen sind sie Bosonen, haben also einen ganzzahligen Spin. Ihre Parität ist negativ.
Es gibt ein neutrales Pion {\displaystyle \pi ^{0}} und zwei geladene Pionen: {\displaystyle \pi ^{+}} und sein Antiteilchen {\displaystyle \pi ^{-}}. Alle drei sind instabil und zerfallen durch schwache oder elektromagnetische Wechselwirkung.

## Aufbau
Das {\displaystyle \pi ^{+}} ist eine Kombination aus einem up-Quark {\displaystyle u} und einem Anti-down-Quark {\displaystyle {\bar {d}}} (Antiquarks werden durch einen Überstrich gekennzeichnet):
{\displaystyle |\pi ^{+}\rangle =|u{\bar {d}}\rangle },
sein Antiteilchen {\displaystyle \pi ^{-}} eine Kombination aus einem down-Quark {\displaystyle d} und einem Anti-up-Quark {\displaystyle {\bar {u}}}:
{\displaystyle |\pi ^{-}\rangle =|d{\bar {u}}\rangle }.
Beide haben eine Masse von 139,6 MeV/c². Die derzeit genauesten Messungen seiner Masse basieren auf Röntgenübergängen in exotischen Atomen, die statt eines Elektrons ein {\displaystyle \pi ^{-}} besitzen. Die Lebensdauer des {\displaystyle \pi ^{\pm }} beträgt 2,6 · 10−8 s.
Das {\displaystyle \pi ^{0}} ist ein quantenmechanischer Überlagerungszustand einer {\displaystyle u{\bar {u}}}- und einer {\displaystyle d{\bar {d}}}-Kombination, d. h. zweier Quarkonia. Es gilt:
{\displaystyle |\pi ^{0}\rangle ={\frac {1}{\sqrt {2}}}{\Big [}|u{\bar {u}}\rangle -|d{\bar {d}}\rangle {\Big ]}}
während der dazu orthogonale Zustand, {\displaystyle {\frac {1}{\sqrt {2}}}{\Big [}|u{\bar {u}}\rangle +|d{\bar {d}}\rangle {\Big ]}}, mit {\displaystyle |s{\bar {s}}\rangle } zu den Eta-Mesonen mischt.
Seine Masse ist mit 135,0 MeV/c² nur geringfügig kleiner als die der geladenen Pionen.
Da es über die wesentlich stärkere elektromagnetische Wechselwirkung zerfällt, ist seine Lebensdauer mit 8,5 · 10−17 s etwa 10 Größenordnungen geringer.
Aufgrund einer frei wählbaren Phase können die drei Wellenfunktionen auch in der seltener verwendeten Form {\displaystyle |\pi ^{+}\rangle =|u{\bar {d}}\rangle }, {\displaystyle |\pi ^{-}\rangle =-|{\bar {u}}d\rangle } und {\displaystyle |\pi ^{0}\rangle ={\frac {1}{\sqrt {2}}}{\Big [}|d{\bar {d}}\rangle -|u{\bar {u}}\rangle {\Big ]}} geschrieben werden. Dies entspricht dann der Condon-Shortley-Konvention.

## Zerfälle
Die unterschiedlichen Lebensdauern von {\displaystyle \pi ^{\pm }} und {\displaystyle \pi ^{0}} sind durch die unterschiedliche Wechselwirkung, durch die sie zerfallen, begründet:
Die geladenen Pionen zerfallen zu 99,98770(4) % durch die Schwache Wechselwirkung in ein Myon und ein Myon-Neutrino:
{\displaystyle \,\pi ^{+}\to \mu ^{+}+\nu _{\mu }}
{\displaystyle \,\pi ^{-}\to \mu ^{-}+{\overline {\nu }}_{\mu }}
Der eigentlich energetisch günstigere Zerfall in ein Elektron und das dazugehörige Elektron-Neutrino ist aus Helizitätsgründen stark unterdrückt (siehe: Helizität#Zerfall des Pions).
Dagegen findet der Zerfall des neutralen Pions mittels der stärkeren und damit schnelleren elektromagnetischen Wechselwirkung statt. Endprodukte sind hier in der Regel zwei Photonen {\displaystyle \gamma }
{\displaystyle \pi ^{0}\to 2\gamma }
mit einer Wahrscheinlichkeit von 98,823(32) % oder ein Positron e+, ein Elektron e− und ein Photon
{\displaystyle \pi ^{0}\to e^{+}+e^{-}+\gamma }
mit einer Wahrscheinlichkeit von 1,174(35) %.
Wegen seiner kurzen Lebensdauer von 8,5 · 10−17 s wird das neutrale Pion in Experimenten durch Beobachtung der beiden Zerfallsphotonen in Koinzidenz nachgewiesen.

## Forschungsgeschichte

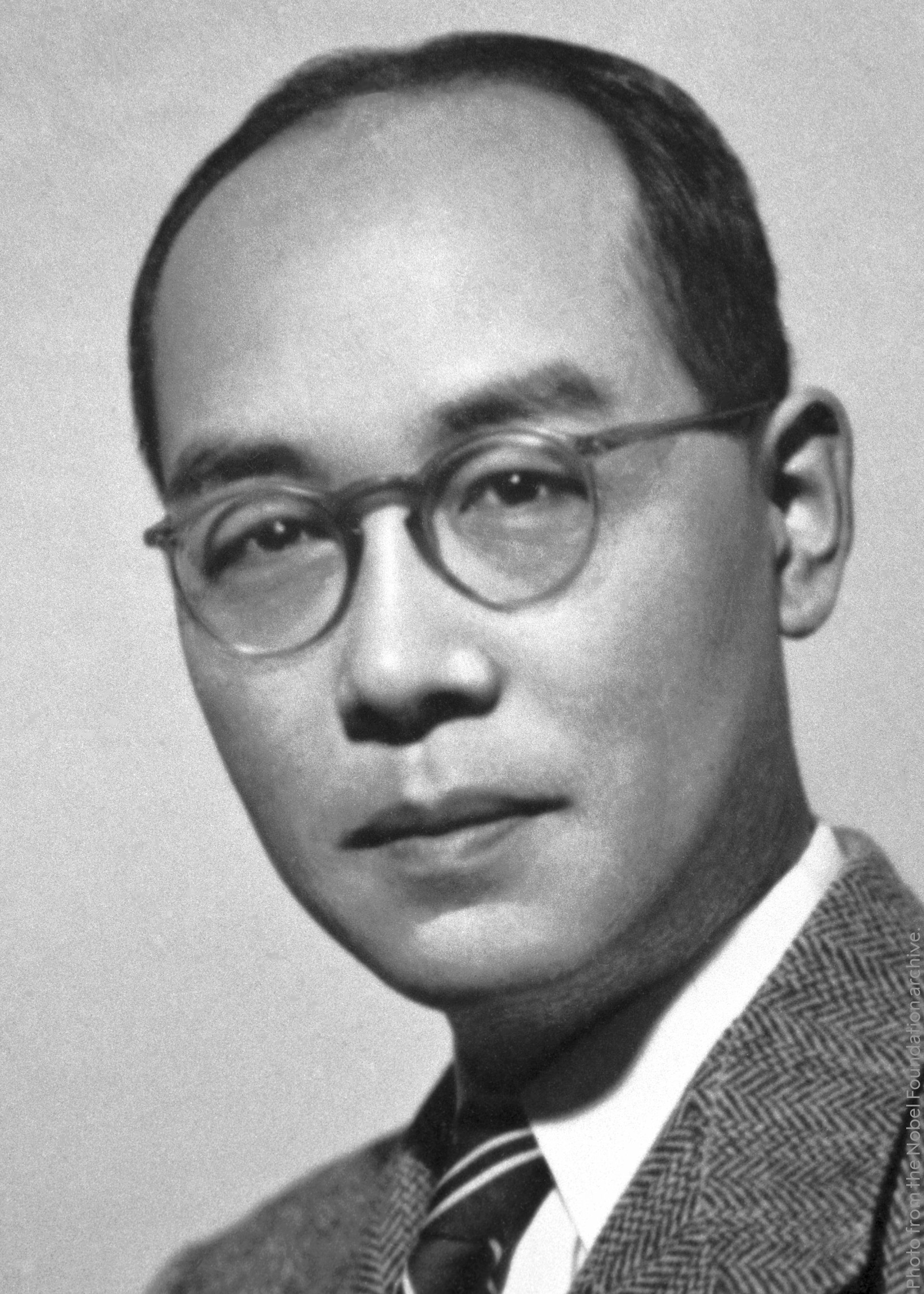
Hideki Yukawa (1949)

Das Pion wurde schon 1934/35 als Austauschteilchen der Kernkraft von Hideki Yukawa in Japan vorhergesagt, der dafür 1949 mit dem Nobelpreis ausgezeichnet wurde. Das erste „Meson“, zunächst für das Yukawa-Teilchen gehalten und später als Myon bezeichnet, fanden Carl D. Anderson und Seth Neddermeyer 1936 in der Höhenstrahlung („Meson“ war damals die Bezeichnung für jedes geladene Teilchen schwerer als ein Elektron, aber leichter als ein Proton). Die Abgrenzung zum Pion schälte sich erst in den 1940er Jahren heraus (zuerst postuliert von Yasutaka Tanikawa und Shoichi Sakata in Japan 1942). Cecil Powell, Giuseppe Occhialini und César Lattes am H. H. Wills Physical Laboratory in Bristol entdeckten 1947 in der Höhenstrahlung neben Myonen auch Pionen und untersuchten ihre Eigenschaften. Powell erhielt dafür 1950 den Nobelpreis für Physik. Das {\displaystyle \pi ^{-}} war allerdings, wie erst später bekannt wurde, 1947 schon etwas früher von Donald H. Perkins in der Höhenstrahlung entdeckt worden. 1948 wurden Pionen erstmals künstlich in Beschleunigern nachgewiesen (Lattes).

## Massenvergleich mit Nukleonen
Beim Vergleich der Massen der Pionen, die jeweils aus zwei Quarks bestehen (Mesonen), mit den Massen des Protons und des Neutrons (der Nukleonen), die beide aus jeweils drei Quarks bestehen (Baryonen), fällt auf, dass Proton und Neutron jeweils weit schwerer sind als die Pionen: ihre Masse ist nicht 1,5-mal, sondern rund 7-mal so groß wie die Pionmasse. Die Masse eines Protons oder eines Neutrons ergibt sich also nicht durch bloßes Addieren der Massen ihrer drei Stromquarks, sondern zusätzlich durch die Anwesenheit der für die Bindung der Quarks zuständigen Gluonen und der sogenannten Seequarks. Diese virtuellen Quark-Antiquark-Paare entstehen und vergehen im Nukleon in den Grenzen der Heisenbergschen Unschärferelation und tragen zur beobachteten Konstituentenquarkmasse bei.
Eine Erklärung für die weitaus geringere Masse liefert das Goldstone-Theorem: Die Pionen sind die Quasi-Goldstone-Bosonen der spontan (und darüber hinaus explizit) gebrochenen chiralen Symmetrie in der Quantenchromodynamik.

## Das Pion-Austauschmodell
Die Pionen können die Rolle der Austauschteilchen übernehmen in einer effektiven Theorie der Starken Wechselwirkung, die die Bindung der Nukleonen im Atomkern beschreibt. (Dies ist analog zu den Van-der-Waals-Kräften, die zwischen neutralen Molekülen wirken, jedoch selbst auch keine elementare Kraft sind; vielmehr liegt ihnen die elektromagnetische Wechselwirkung zu Grunde.)
Diese zuerst von Hideki Yukawa und Ernst Stueckelberg vorgeschlagene Theorie ist zwar nur innerhalb eines begrenzten Energiebereiches gültig, erlaubt darin aber einfachere Berechnungen und anschaulichere Darstellungen. Beispielsweise kann man die von den Pionen vermittelten Kernkräfte durch das Yukawa-Potential kompakt darstellen. Die Kernkraft hat bei kleinen Abständen abstoßenden Charakter (hauptsächlich über ω-Mesonen vermittelt), bei mittleren Abständen wirkt es stark anziehend (aufgrund von 2-Mesonen-Austausch, analog zum 2-Photonen-Austausch der Van-der-Waals-Kräfte), und bei großen Abständen zeigt es exponentiell abklingenden Charakter (Austausch einzelner Mesonen). Entsprechend diesen Termen werden für kernphysikalische Berechnungen phänomenologische „realistische“ Potentiale konstruiert wie das Bonn-Potential, mit Parametern, die an Nukleonen-Streuexperimente angepasst werden (siehe Starke Wechselwirkung#Bindung zwischen Nukleonen).

### Reichweite
In diesem Austauschmodell folgt die endliche Reichweite der Wechselwirkung zwischen den Nukleonen aus der von Null verschiedenen Masse der Pionen. Die maximale Reichweite {\displaystyle r_{0}} der Wechselwirkung kann abgeschätzt werden über
- die Beziehung {\displaystyle r_{0}=c\cdot t},
- die Energie-Zeit-Unschärferelation {\displaystyle \Delta t\Delta E\geq {\frac {\hbar }{2}}\quad \Leftrightarrow \quad \Delta t\geq {\frac {\hbar }{2\Delta E}}\quad \left(\Rightarrow r_{0}=c\cdot {\frac {\hbar }{2E}}\right)},
- Einsteins Äquivalenz von Energie und Masse {\displaystyle E=mc^{2}\quad \Leftrightarrow \quad {\frac {c}{E}}={\frac {1}{mc}}}, zu:

{\displaystyle r_{0}={\frac {\hbar }{2mc}}}
Sie liegt in der Größenordnung der Compton-Wellenlänge des Austauschteilchens. Im Fall der Pionen kommt man auf Werte von wenigen Fermi (10−15 m). Diese im Vergleich zur Kernausdehnung kurze Reichweite spiegelt sich in der konstanten Bindungsenergie pro Nukleon wider, die wiederum Grundlage für das Tröpfchenmodell darstellt.

### Beispielprozess

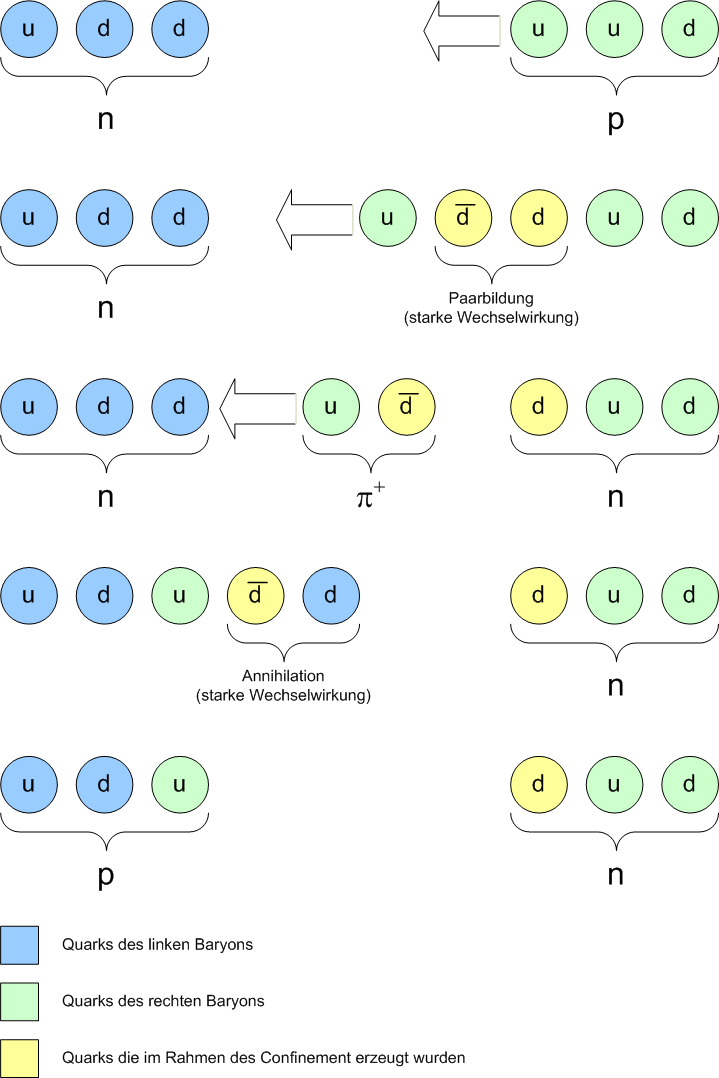
Austausch eines virtuellen Pions zwischen Proton und Neutron

Als Beispiel soll der Austausch eines geladenen Pions zwischen einem Proton und einem Neutron beschrieben werden:
1. Ein u-Quark löst sich aus dem Proton.
2. Wegen des Confinements können keine freien Quarks existieren. Daher bildet sich ein d-d-Paar.
3. Das d-Quark verbleibt im ehemaligen Proton und macht aus ihm ein Neutron. Das u-Quark und das d-Quark bilden ein freies π+-Meson.
4. Dieses Meson trifft auf ein Neutron. Ein d-Quark des Neutrons annihiliert mit dem d-Quark des π+-Meson.
5. Die Ausgangssituation ist wiederhergestellt, es verbleiben ein Proton und ein Neutron.